# Linsey MacDonald
Linsey Tarrel MacDonald, škotska atletinja, * 14. februar 1964, Dunfermline, Škotska, Združeno kraljestvo.
Nastopila je na olimpijskih igrah leta 1980 ter osvojila bronasto medaljo v štafeti 4×400 m in osmo mesto v teku na 400 m. Na igrah Skupnosti narodov je osvojila bronasto medaljo v isti disciplini leta 1982. Leta 1980 je postala britanska državna prvakinja v teku na 400 m, leta 1981 pa še v teku na 100 m in 200 m.